# Cañada Rosal
Cañada Rosal è un comune spagnolo di 3 023 abitanti situato nella comunità autonoma dell'Andalusia. Fa parte della comarca di Écija.